# Man Haron Monis
Man Haron Monis (1964 – 16 tháng 12 năm 2014) là một cư dân Úc sinh ra tại Iran, và giáo sĩ Hồi giáo, gần trước thời điểm qua đời đã chuyển từ Hồi giáo Shia sang Hồi giáo Sunni, và cam kết trung thành của với Caliphate theo tuyên bố của Nhà nước Hồi giáo Iraq và Levant. Ông đã xin tị nạn chính trị tại Úc vào năm 1996 ở tuổi 32. Ông đã được cấp tị nạn vào năm 2001. Ông cũng được biết đến với tên Sheikh Haron, Mohammad Hassan Manteghi,  và Ayatollah Manteghi Boroujerdi.
Ngày 15 tháng 12 năm 2014, Monis đã bắt giữ con tin trong một cuộc bao vây tại Chocolate Cafe Lindt tại Sydney, kéo dài cho đến đầu giờ sáng hôm sau; cảnh sát đã xác nhận ông đã chết vào thời điểm kết thúc vụ bắt giữ con tin.